# شاهزاده عبد الله
شاهزاده عبد الله ،(1523-1526)،(بالتركية: Şehzade Abdull) كان أميرًا عثمانيًا (شهزاد)، والابن الثاني للسلطان العثماني سليمان القانوني من زوجته خرم سلطان، يذكر في بعض الروايات أنه ابن ماه دوران، وإن كانت خرم سلطان هي أمه فيفترض أن يكون تؤأم السلطانة مهرماه.
ولد عام 1523 أو 1526 في قصر طوب قابي في زمن الإمبراطورية العثمانية وتوفي في إسطنبول بسبب مرض يعتقد أنه الجدري، لم يسجل تاريخ وفاته، ولكن يعتقد المؤرخون أنه مات وهو لا يزال طفلًا صغيرًا.